# Allenrolfea vaginata
Allenrolfea vaginata,  (jume, jumecito o jume negro) es una especie arbustiva de la familia de las amarantáceas (Amaranthaceae), endémica del norte de Argentina y de Bolivia, donde crece en los ecosistemas del monte, en suelo arenoso, con frecuencia salitroso, hasta alcalinos, y que sufren periodos de inundación.

## Usos
Esta olanta, hecha cenizas a partir de su leña,se utilizaba es la cocina para elaborar "lejía", un agregado alcalino para postres muy usado durante la época colonial y hasta fines del siglo XIX en Argentina. También se usaba para espesar la mazamorra (hecho con o sin leche) y para espesar el dulce de leche y, como consecuencia de los taninos de esta ceniza, el dulce de oscurecía dándole su típico color marrón. Más tarde, hacia fines del siglo XIX, la facilidad para adquirir bicarbonato de sodio hizo que las cenizas de plantas con alto contenido en taninos (como el jume) fuera sustituido en su uso por el mencionado bicarbonato sódicom

## Taxonomía
Allenrolfea vaginata fue descrita por (Griseb.) Kuntze y publicado en Revisio Generum Plantarum 2: 546. 1891.
Etimología
El nombre del género fue otorgado en honor del botánico inglés Robert Allen Rolfe.
vaginata: epíteto latino que significa "con vaina".
Sinonimia
- Spirostachys vaginata Griseb. basónimo
- Halostachys occidentalis[3]